# Thank God It's Doomsday
Thank God It's Doomsday, llamado El día del juicio en Hispanoamérica y Gracias a Dios que es el día del Juicio Final en España, es el episodio diecinueve de la decimosexta temporada de la serie animada de televisión Los Simpson, emitido originalmente el 8 de mayo de 2005. El episodio fue escrito por Don Payne y dirigido por Michael Marcantel. En este episodio, Homero anuncia el fin del mundo luego de ver una película que él interpreta como un documental.

## Sinopsis
Marge quiere cortar el pelo a Bart y Lisa, para conseguir cortes de pelo bien hechos y baratos, pero los niños quieren tener cortes de cabello más a la moda, y que se los corten en una tienda del centro comercial. A lo que Marge responde que no los llevará a dicho lugar, pero es interrumpida cuando Homer les pregunta si los lleva al centro comercial a divertirse. Ya en la peluquería del centro comercial, Bart y Lisa se pelean con las maquinillas de pelar, cortándose el pelo uno al otro, quedando la mayor parte de sus cabezas sin pelo. Nelson y otros compañeros del colegio se encuentran con Bart y Lisa, que son perseguidos por ellos porque intentaban sacarles fotos para un proyecto de clase. Casualmente Homer pasaba por allí, y él con sus hijos se esconden en una sala de cine para perder de vista a sus perseguidores que se topan con Seymour Skinner al cual le sacan fotos con la cremallera del pantalón bajada. Mientras en la sala, los tres se sentaron a ver la película titulada "Aquí tirados" ("Aquí abajo" en Hispanoamérica), basada en la vida de un hombre frívolo y vicioso que no tenía fe en Dios y en la religión. Hasta que llega el día del apocalipsis , quedándose en la tierra los pecadores, entre ellos el protagonista, y salvándose los inocentes. Tras ver la película, Homer teme que el día del juicio ya este por llegar. Mientras, para solucionar el problema del pelo de los niños, Marge les hace pelucas con el pelo de otros cortes anteriores y unas plantillas del peinado de cada uno que conservaba en el frigorífico.
Homer compra un libro sobre el apocalipsis y ya en casa hace un cálculo que incluye cosas como el número de personas presentes en la última cena o el número de versos de la biblia. El resultado da 3150518 pero Homer lo traduce como 3:15,05/18 (18 de mayo a las 3:15). Marge se percata de que el la fecha cae una semana después y homer decide advertir a todos. Homer cuando estaba dando la vuelta a Springfield anunciando que el día del rapto llegará, es entrevistado por Kent Brockman a quien le predice que las estrellas caerán del cielo. Luego en casa, la familia Simpson viendo por televisión el espectáculo "Saludemos a los famosos" que se celebraba en un estadio. Presencian en vivo un accidente de dirigible y las estrellas (famosos) caen del dirigible, la gente reacciona y temen el día del juicio. Por eso los residentes de Springfield creen que Homer tiene razón cuando predice que a las 15:15 horas del 18 de mayo el apocalipsis llegará, por lo que lo siguen a la duna de Springfield para verlo venir. Sin embargo, el Apocalipsis no llega y los ciudadanos consternados abandonan a Homer. Posteriormente, cuando Homer estaba deprimido en el garaje de su casa, observó el cuadro que había colgado de los doce apóstoles en la última cena y se dio cuenta de un detalle que le faltó al realizar el cálculo (Puso 12 como número de personas precentes en la última cena, pero advierte que Jesus también estuvo ahí). Tras realizar un nuevo cálculo, descubre que a las 3:15 de la mañana del 19 de mayo, el apocalipsis realmente llegará, por lo que él vuelve a la duna, esta vez solo ya que nadie de su familia le creyó. Homer se decepciona porque el apocalipsis no llega a la hora que calculó, pero un instante después se ve flotando y subiendo al cielo desnudo. Allí conversa con un ángel sirviente que le muestra la vida en el cielo. Homer se preguntaba dónde esta su familia y el ángel, por televisión, le muestra que el resto de la familia Simpson se quedaron en la tierra sufriendo los horrores del apocalipsis. Homer habla personalmente con Dios suplicándole que retrase el Día del juicio a una fecha posterior y que todo regrese a la normalidad (especialmente, el Bar de Moe se convirtió en un restaurante japonés de sushi). Dios le dice a homer que su hijo fue a la tierra una vez y cuando volvió ya no era el mismo y por eso no lo quería a ayudar. Homer más tarde se despierta y asume que era todo un sueño. Vuelve a Springfield, dirigiéndose a la Taberna de Moe en donde los personajes se sitúan parodiando el cuadro de la última cena de los doce apóstoles del autor Leonardo da Vinci.

## Referencias culturales

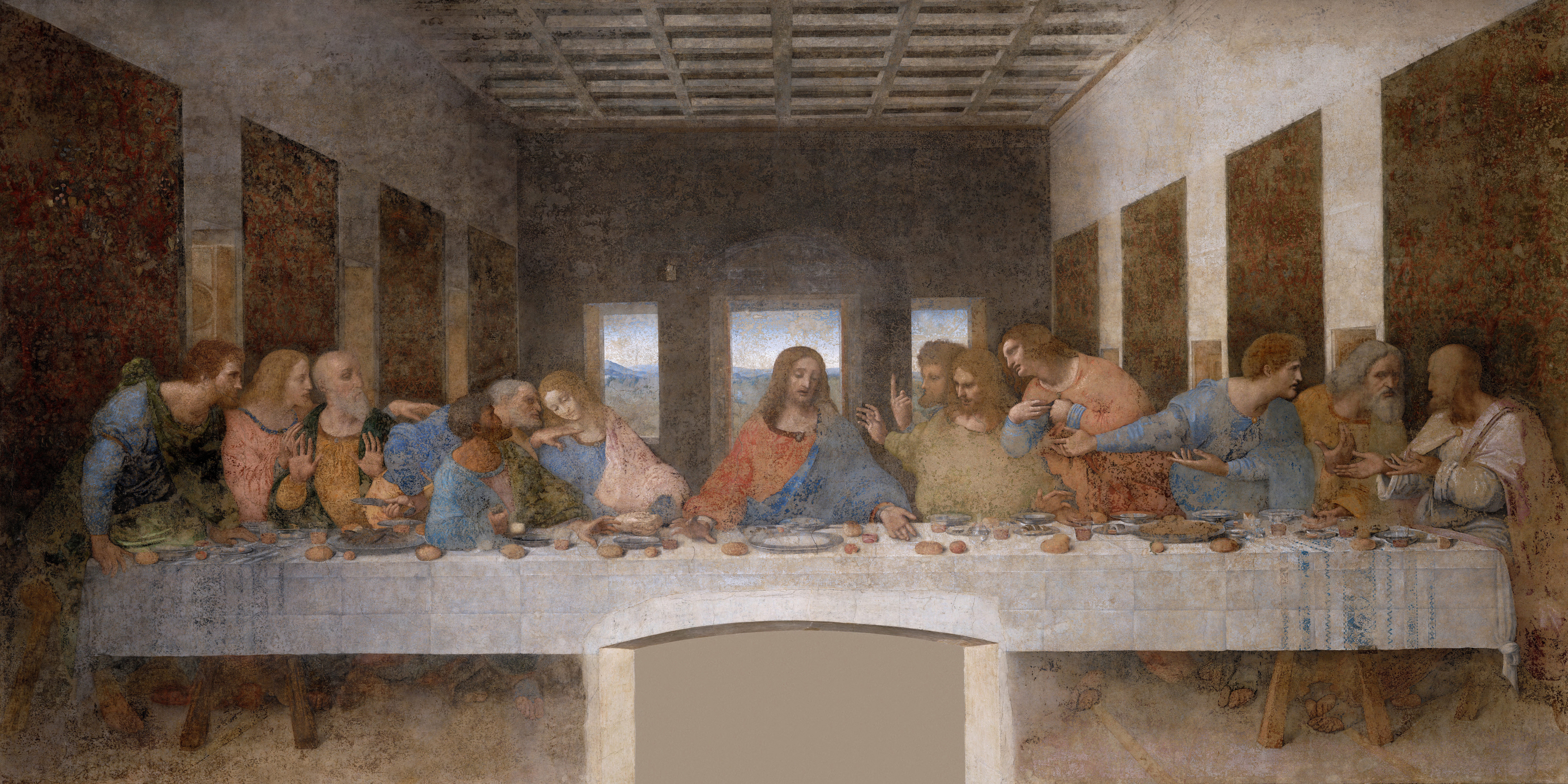
El cuadro "La Última Cena" es parodiado al final del episodio.